# Circonscription de Nouaceur
La circonscription de Nouaceur est la circonscription législative marocaine de la province de Nouaceur située en région Casablanca-Settat. Elle est représentée dans la Xe législature par Abdellatif Rachid, Noureddine Rafik et Abdelkrim Choukri.

## Historique des députations
| Législature | Début de mandat  | Fin de mandat    | Députés élus | Députés élus            | Députés élus | Députés élus          | Députés élus | Députés élus            |
| ----------- | ---------------- | ---------------- | ------------ | ----------------------- | ------------ | --------------------- | ------------ | ----------------------- |
| IXe         | 26 novembre 2011 | 7 octobre 2016   |              | Abdelkrim Choukri (PAM) |              | Noureddine Rafik (PI) |              | Abdellatif Rachid (PJD) |
| Xe          | 8 octobre 2016   | 8 septembre 2021 |              | Abdelkrim Choukri (PAM) |              | Noureddine Rafik (PI) |              | Abdellatif Rachid (PJD) |
| XIe         | 9 septembre 2021 | ?                |              | Abderrahim Bendou (PAM) |              | Bouchaib Taha (PI)    |              | Noureddine Rafik (RNI)  |

## Historique des élections

### Découpage électoral d'octobre 2011

#### Élections de 2016
| Parti       | Parti                                         | Voix   | %      | Député(s) élus    |  |
| ----------- | --------------------------------------------- | ------ | ------ | ----------------- |  |
|             | Parti authenticité et modernité (PAM)         | 14 837 | 31,55  | Abdelkrim Choukri |  |
|             | Parti de la justice et du développement (PJD) | 13 768 | 29,28  | Abdellatif Rachid |  |
|             | Parti de l'Istiqlal (PI)                      | 9 354  | 19,89  | Noureddine Rafik  |  |
|             | Union constitutionnelle (UC)                  | 7 239  | 15,39  |                   |  |
|             | Rassemblement national des indépendants (RNI) | 717    | 1,52   |                   |  |
|             | Fédération de la gauche démocratique (FGD)    | 416    | 0,88   |                   |  |
|             | Parti du progrès et du socialisme (PPS)       | 357    | 0,76   |                   |  |
|             | Parti des Néo-Démocrates (PND)                | 213    | 0,45   |                   |  |
|             | Union socialiste des forces populaires (USFP) | 127    | 0,27   |                   |  |
|             |                                               |        |        |                   |  |
| Inscrits    | Inscrits                                      | 99 069 | 100,00 |                   |  |
| Abstentions | Abstentions                                   | 52 041 | 52,53  |                   |  |
| Exprimés    | Exprimés                                      | 47 028 | 47,47  |                   |  |

#### Élections de 2021
| Parti       | Parti                                               | Voix    | %      | Député(s) élus    |  |
| ----------- | --------------------------------------------------- | ------- | ------ | ----------------- |  |
|             | Rassemblement national des indépendants (RNI)       | 21 076  | 37,33  | Noureddine Rafik  |  |
|             | Parti authenticité et modernité (PAM)               | 13 092  | 23,19  | Abderrahim Bendou |  |
|             | Parti de l'Istiqlal (PI)                            | 9 448   | 16,73  | Bouchaib Taha     |  |
|             | Union socialiste des forces populaires (USFP)       | 3 292   | 5,83   |                   |  |
|             | Union constitutionnelle (UC)                        | 1 961   | 3,47   |                   |  |
|             | Parti de la justice et du développement (PJD)       | 1 648   | 2,92   |                   |  |
|             | Mouvement populaire (MP)                            | 1 585   | 2,81   |                   |  |
|             | Parti socialiste unifié (PSU)                       | 997     | 1,77   |                   |  |
|             | Parti marocain libéral (PML)                        | 980     | 1,74   |                   |  |
|             | Parti du progrès et du socialisme (PPS)             | 708     | 1,25   |                   |  |
|             | Parti de l'équité (PRE)                             | 578     | 1,02   |                   |  |
|             | Parti des Néo-Démocrates (PND)                      | 569     | 1,01   |                   |  |
|             | Parti de la liberté et de la justice sociale (PLJS) | 188     | 0,33   |                   |  |
|             | Parti vert marocain (PVM)                           | 151     | 0,27   |                   |  |
|             | Parti de l'Espoir (PE)                              | 81      | 0,14   |                   |  |
|             | Parti de la réforme et du développement (PRD)       | 60      | 0,11   |                   |  |
|             | Parti du centre social (PCS)                        | 45      | 0,08   |                   |  |
|             |                                                     |         |        |                   |  |
| Inscrits    | Inscrits                                            | 111 123 | 100,00 |                   |  |
| Abstentions | Abstentions                                         | 54 628  | 49,16  |                   |  |
| Exprimés    | Exprimés                                            | 56 495  | 50,84  |                   |  |